# Parque eólico

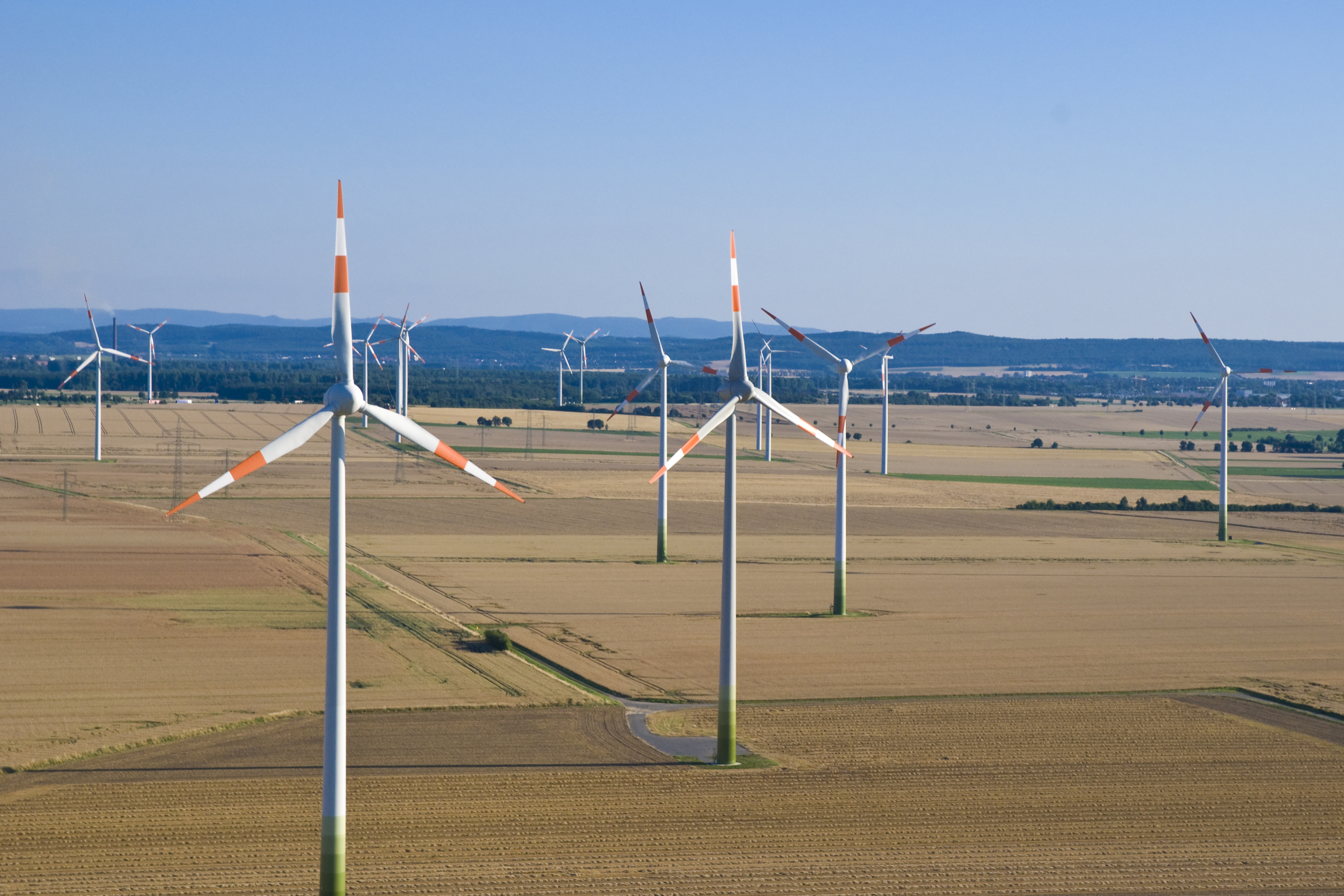
Parque eólico na Baixa Saxônia, Alemanha.

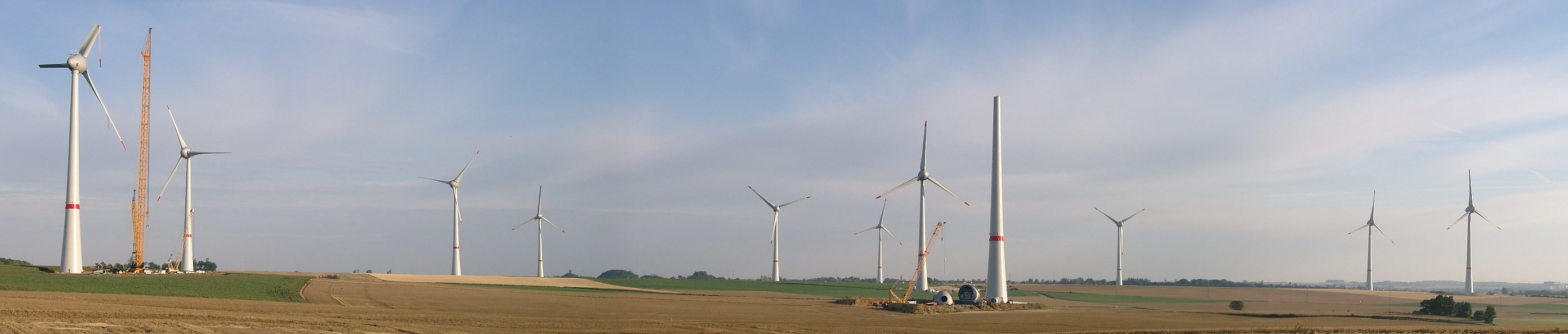
um primeiro mundo: 7,5 MW de turbinas eólicas Estinnes Bélgica, 20 de julho de 2010, um mês antes da conclusão, ver o rotor em duas partes

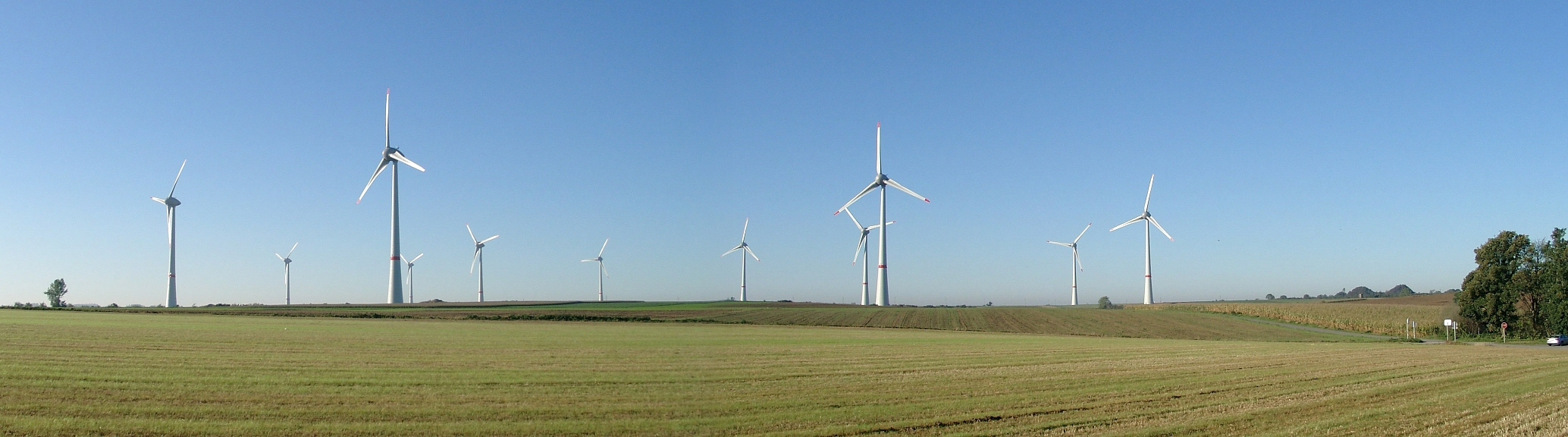
7,5 MW de turbinas eólicas Estinnes Bélgica 10 de outubro de 2010, acabada

Um parque eólico ou usina eólica (brasileiro) é um espaço, terrestre ou marítimo, onde estão concentrados vários aerogeradores destinados a transformar energia eólica em energia elétrica.
Para a construção desses parques é necessário, dependendo do entendimento do órgão ambiental estadual, a realização de EIA/RIMA (Estudo e Relatório de Impacto Ambiental) pois a sua má localização pode causar impactos negativos como a morte de aves e a poluição sonora, já que as hélices produzem um zumbido constante. Os fabricantes, no entanto, alegam que os modelos mais recentes não geram mais ruído que o próprio vento que faz girar as turbinas, por não usarem mais engrenagens no acoplamento entre a turbina e o gerador.

## Parques eólicos em Portugal
Em 1986, foi construído o primeiro parque eólico do país, na ilha de Porto Santo, no arquipélago da Madeira. Seguiram-se-lhe o Parque Eólico do Figueiral, na ilha de Santa Maria, nos Açores (1988) e, em Portugal Continental, o Parque Eólico de Sines (1992).
Nos últimos anos este tipo de energia recebeu um grande impulso no país. No fim de 2006, Portugal era o nono produtor mundial de energia eólica em termos absolutos, e o quarto em termos relativos, tendo em conta a sua área e população. Segundo o relatório de 2006 do Global Wind Energy Council (GWEC), Portugal teve uma capacidade instalada de 1.716 megawatts (MW), o que representa 2,3% do mercado mundial. Até setembro de 2007 a capacidade instalada cresceu para 2.054 megawatts e 750 megawatts em construção.
A forte aposta de Portugal nas energias renováveis, como resposta à crise dos combustíveis fósseis, leva a que o sector eólico cubra já 8% das necessidades energéticas nacionais em 2007 com 2GW de potência, estimando-se que sejam atingidos os 15% em 2010.

## Parques eólicos no Brasil
Em 2011, a potência instalada para geração eólica no país aumentou 53,7%. Segundo o Banco de Informações da Geração (BIG), da Agência Nacional de Energia Elétrica (ANEEL), o parque eólico nacional cresceu 498 MW, alcançando 1.426 MW ao final de 2011 (Balanço Energético Nacional 2012)[] Isso representa aproximadamente 0,5% da matriz de energia elétrica brasileira. 
Segundo o Boletim de Monitoramento do Sistema Elétrico editado pelo Ministério de Minas e Energia do Brasil (MME) (Mês da Janeiro de 2010), em 2010 entrarão em operação usinas eólicas que somarão mais 57 MW e serão implantados outros 673,3 MW.
O maior centro de geração de energia eólica do país atualmente é o Parque eólico de Osório, localizado no Rio Grande do Sul, com a capacidade de gerar até 150 MW. Mas um complexo de 14 parques eólicos na Bahia deve entrar em operação em julho de 2012 e será ainda maior, podendo produzir até 300 MW. Há também um novo parque eólico sendo construído nos municípios de Paulino Neves e Barreirinhas - MA que tem por objetivo inicial produzir até 220,8 MW contudo com intenção de futuramente superar a quantidade produzida pelos parques eólicos Alto do Sertão I e II. Iniciado as obras em 2015 pela empresa Omega Energia, tem previsão de funcionamento para o 3º trimestre de 2017.
Em 2011, o governo brasileiro comprou 1,8 mil MW de energia eólica que deverá entrar em operação até julho de 2012. Isso significa que já em 2012 haverá 3,4 GW de parques eólicos em operação, ou 2,5% da capacidade instalada. O Brasil possui capacidade de ser o maior produtor de energia eólica do mundo devido possuir um litoral muito extenso com muito vento além do custo não ser alto e a manutenção não ser sempre necessária, entretanto o Brasil continua no mesmo lugar e investindo em suas hidroelétricas, tanto no Pará quanto no Paraná. 
Além disso, o MME já anunciou que em agosto de 2010 serão realizados outros 2 leilões de energia onde serão comprados produtos de fonte eólica. Espera-se que a capacidade instalada de usinas eólicas no Brasil atinja pelo menos a marca de 5,3 GW até 2019 segundo o PDE - Plano Decenal de Expansão de Energia 2010-2019 da Empresa de Pesquisa Energética (EPE).